# Province du Supérieur
La province du Supérieur, ou craton du Supérieur, est un craton couvrant le Québec, l'Ontario, le sud-est du Manitoba au Canada, et le nord du Minnesota aux États-Unis. C'est le plus grand craton formé au cours de l'Archéen. Il a subi une série d'événements de 4,3 à 2,57 Ga qui comprenaient la croissance, la dérive et la déformation des croûtes océaniques et continentales. 
Les chercheurs ont divisé le craton en de nombreux domaines différents en fonction des types de roches et des styles de déformation. Ces domaines (regroupés en provinces supérieures de l'Ouest et de l'Est), comprennent le Superterrane Nord Supérieur et le Terrane de Wawa, entre autres (voir infra).
Les résultats des études sur la formation de la Province du Supérieur varient entre la partie ouest et la partie est. Pour la partie occidentale, cinq grandes orogenèses ont été impliquées. Ils comprennent l'orogenèse du nord supérieur (2 720 Ma), l'orogenèse uchienne (2 720–2 700 Ma), l'orogenèse centrale supérieure (2 700 Ma), l'orogenèse Shebandowanienne (2 690 Ma) et l'orogenèse du Minnesota (2 680 Ma). Pour la partie est, deux modèles sont proposés. Le premier modèle de Percival et Skulski (2000) se focalise sur la collision entre les terranes. Le second modèle de Bédard (2003) et Bédard et al. (2003) s'intéresse à l'effet d'une activité magmatique anorogénique active.

## Géographie

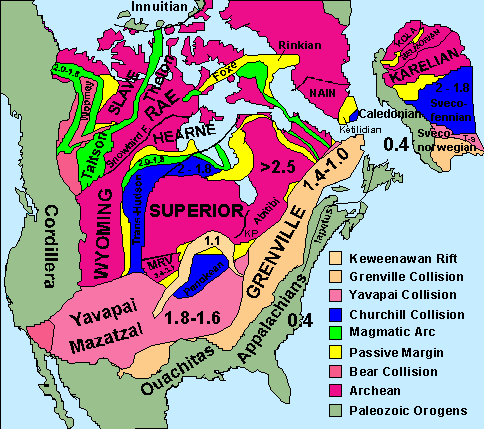
La partie ouest à nord-est du craton est délimitée par les orogènes trans-hudsoniens. Le versant est et sud-est est voisin des orogènes du Grenville. Le côté sud rencontre généralement le rift médio-continental, tandis que la pointe la plus au sud du craton du Minnesota atteint l'orogène de la plaine centrale.

La province du Supérieur se situe dans le centre du Canada et couvre les parties nord et centrale du Québec, le centre et le sud de l'Ontario, et ainsi que le sud-est du Manitoba. Sa pointe atteint la frontière entre les états américains du Dakota du Sud et du Minnesota.

## Cadre tectonique
La Province du supérieur s'étend sur 1 572 000 km2 du continent nord-américain. Formant le noyau du Bouclier canadien, elle est englobée par des orogènes du Protérozoïque précoce. La partie ouest à nord-est du craton est délimitée par l’orogène trans-hudsonien. À l'est et au sud-est se trouvent les orogènes pénokéen et de Grenville,. Le côté sud rencontre le rift de Keweenawan (rift médio-continental), tandis que la pointe la plus au sud du craton du Minnesota atteint l'orogène de la plaine centrale. 
Quant aux failles, on en distingue trois grandes tendances de type subparallèles découpant le craton en sous-provinces linéaires. Dans la partie nord-ouest, la faille se produit dans l'axe ouest-nord-ouest. La partie nord-est présente des failles orientées nord-ouest. Les failles dans la partie sud vont vers d'est en ouest. 

## Historique de croissance des terranes
Les terranes formant le craton proviennent d'environnements très divers, tels que l'arc océanique, l'ancien avant-arc, le mélange tectonique océanique, le soulèvement dans le craton, la ceinture de poussée et plus encore. Ces environnements ont été principalement formés par la compression tectonique.

Certains des terranes ont été formés à partir des structures d'un arc volcanique, y compris la chaîne d'arc volcanique et le cadre de l'avant-arc.

### Réglage de l'arc océanique
Certains terranes, comme le Wabigoon occidental, sont formés à partir de la formation d'un arc océanique. Un arc océanique est formé d'une chaîne de volcans émergeant au-dessus et parallèlement aux zones de subduction. En raison de la tectonique de la planète, les croûtes continentales et océaniques concernées sont entrées en collision avant 2,70 Ga. La croûte océanique, en raison de sa plus grande densité, a subducté sous la croûte continentale et a fondu dans le manteau, ce qui a généré plus de magma, dont une énorme quantité s'est alors élevée, a percé à travers la croûte au-dessus et a créé du volcanisme. Les matériaux solides de l'éruption continue se sont refroidis et se sont accumulés autour, formant une chaîne de volcans en forme d'arc. 

### Bassin d'ancien avant-arc
Certains terranes, comme le terrane Quetico, étaient d'abord des avant-arcs, c'est-à-dire des régions situées entre l'arc volcanique et la zone de subduction, qui comprennent la fosse océanique de subduction, l'arc extérieur haut de la croûte océanique, les prismes d'accrétion, et le bassin sédimentaire. L'arc externe élevé est formé par le mouvement ascendant de flexion du bord de la croûte océanique avant qu'il n'entre dans la zone de subduction. Les coins d'accrétion sont formés à partir de l'accumulation de sédiments marins détachés par friction à la croûte océanique avant sa subduction. Le bassin sédimentaire est constitué de l'accumulation de matériaux érosifs provenant des volcans, qui se déposent entre les volcans et le sommet topographique du coin d'accrétion. 

### Réglage de l'élévation
Certains terranes, comme le soulèvement de Kapuskasing, résultent du soulèvement du bloc crustal. Pendant ce soulèvement qui a duré 1,85 Ga, le centre du continent américain et le craton supérieur sont entrés en collision et ont suscité une faille inverse archéenne, la faille d'Ivanhoe Lake. Le mouvement ascendant de l'éponte supérieure provoque le soulèvement d'un bloc crustal, connu sous le nom de soulèvement de Kapuskasing.

### Réglage de la courroie de poussée
Certains terranes, comme le Pontiac Terrane, étaient auparavant une ceinture de plissement-chevauchement, c'est-à-dire, une zone constituée d'une série de chevauchements (failles inverses) et de plis de faille séparés par des failles principales. La ceinture de poussée pliée se forme avec de la compression comme celle de la collision avec la croûte. Lorsque celle-ci est comprimée, les poussées prennent pour origine, la provenance de la compression. Les murs suspendus des poussées glissent le long du plan de faille et s'empilent au-dessus du mur, formant une rampe anticlinale ou un pli de faille. 

### Composition générale

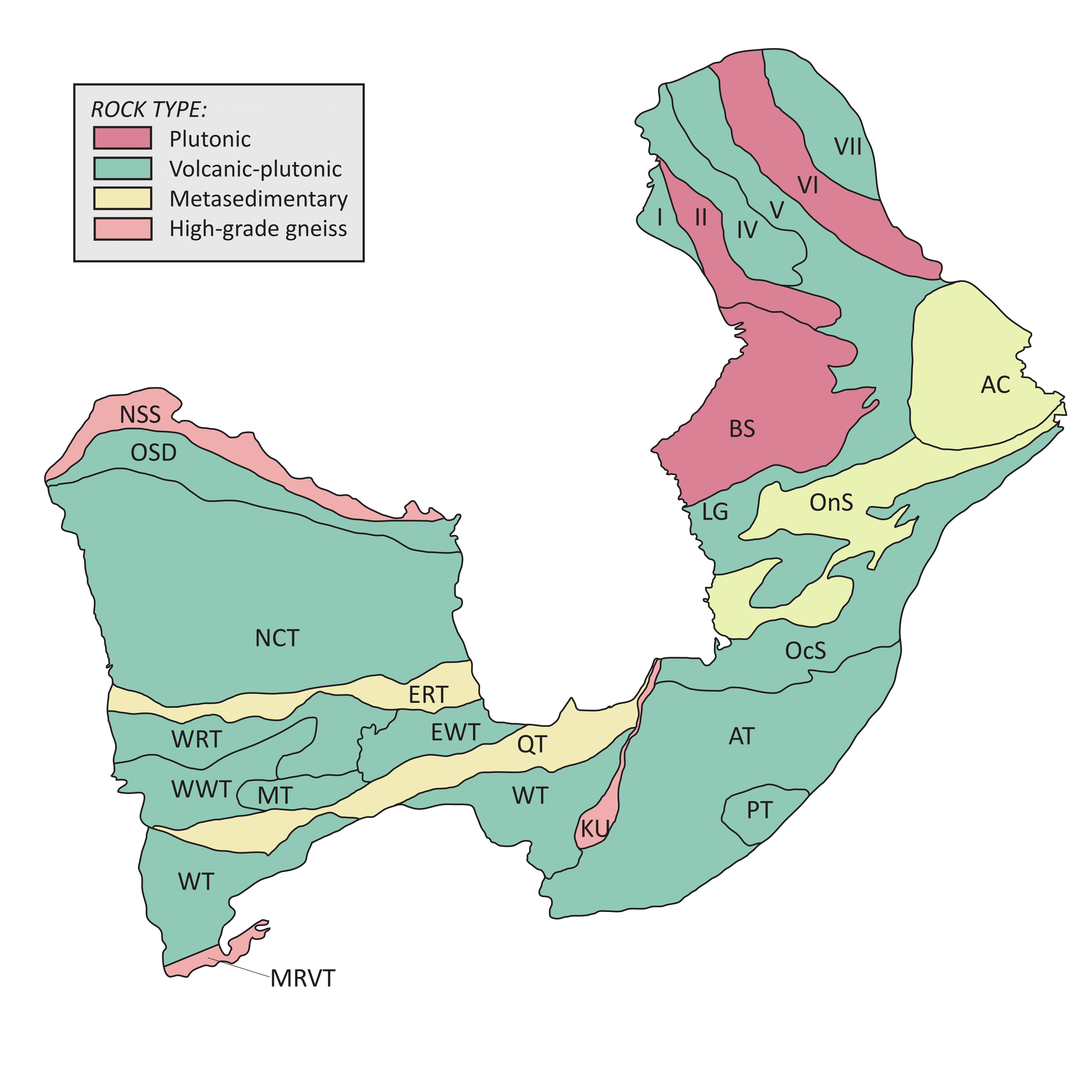
Cette carte montre les principaux domaines du Craton Supérieur. NSS : Northern Superior Superterrane; OSD Oxford-Stull Terrane ; NCT : North Caribou Terrane; ERT : Domaine de la Rivière des Anglais (English River) ; WRT : domaine de la rivière Winnipeg ; WWT : Western Wabigoon Terrane ; EWT : Eastern Wabigoon Terrane ; MT : Marmion Terrane ; QT : Quetico Terrane ; WT : Terrane de Wawa ; MRVT : terrain de la vallée de la rivière Minnesota ; KU : Soulèvement de Kapuskasing ; AT : Abitibi Terrane ; TP : Pontiac Terrane ; OcS : Sous-province d'Opatica ; CA : Complexe d'Ashuanipi ; OnS : Sous-province d'Opinaca ; LG : Sous-province de La Grande; BS : Sous-province de Bienville ; I : Domaine d'Inukjuak ; II : Domaine de Tikkerutuk ; IV : Domaine du lac Minto ; V : Domaine de Goudalie : VI : Domaine d'Utsalik ; VII : Domaine de Douglas Harbour.

La Province du Supérieur peut être divisée en trois parties. La première est la région du nord-ouest caractérisée par des gneiss à haute teneur, telles celles de Minto et de Pikwitonei,. La deuxième partie est la région du nord-est, caractérisée par des roches métamorphiques envahissantes à faciès de granulites. La dernière partie est la région sud comme la vallée de la rivière Minnesota, qui comprend les sous-provinces métavolcaniques ou métasédimentaires avec une orientation est-ouest,.  
Les caractéristiques géologiques générales des terranes sont énumérées ci-dessous.

#### Liste des sous-provinces et de leurs roches dominantes
| Sous-province                                                      | Âge | Roche dominante | Événement tectonique possible                                                                     | Gisement minéral |
| ------------------------------------------------------------------ | --- | --- | ------------------------------------------------------------------------------------------------- | --- |
| Province du Supérieur occidentale                                  |     | |                                                                                                   | |
| Superterrane supérieur nord (Northern Superior Superterrane - NSS) |     | - Granite et Gneiss - Roche volcanique mafique intermédiaire, - Grauwacke mineur, | - Magmatisme granitoïde - Métamorphisme formant des amphibolites causé par l'accrétion tectonique | - Filons d'or - Tuyaux de kimberlite contenant des diamants |
| Domaine d'Oxford-Skull (Oxford-Skull Domain - OSD)                 |     | - Basalte (assemblage de la Rivière Hayes) - Roche pyroclastique (assemblage du lac Oxford) - Sous-jacent de pluton tonalitique, granodioritique, granitique avec intrusion mafique                                                     | - Cadre océanique - Sédiments scellés après la collision de NSS et NCS                            | - Filons d'or (comme au gisement d'or de Monument Bay) |
| Superterrane Caribou nord (North Caribou Superterrane - NCS)       |     | - Base plutonique recouverte de séquences d'arcs - Pluton granitique à tonalitique omniprésent dans la région centrale | - Plutonisme dominant - Faille dans la marge sud                                                  | - Gisements d'or (comme au Red Lake Gold Camp) - Dépôts de sulfures massifs |
| Domaine de la rivière English (English River Domain - ERT)         |     | - Roche sédimentaire comme les wackes - Amphibolite et granulite de basse pression, - Migmatite et diatexite | - Relatif à la suture du NCS et du WRT                                                            | / |
| Terrane de la rivière Winnipeg (Winnipeg River Terrane - WRT)      |     | - Gneiss et tonalite foliée, - Granite | - Plutonisme tonalitique suivi d'un plutonisme granitique                                         | - Gisements de fer, - Native silver deposits, |
| Terrane Wabigoon (Wabigoon Terrane - WwT/EwT)                      |     | - Roches volcaniques mafiques et pluton tonalitique à l'Ouest - Ceinture de roches vertes transgressée par un pluton granitoïde à l'Est                                                                                                 | - Arc volcanique cadrant à l'ouest, - Marge continentale cadrant dans l'est                       | / |
| Terrane de Quetico (Quetico Terrane - QT)                          |     | - Principalement grauwacke, migmatite, granite - Successions métarsédimentaires pénétrées par la tonalite, Néphéline, syénite, carbonatite et granite                                                                                   | - Ancien avant-arc,                                                                               | / |
| Terrane de Wawa (Wawa Terrane - WT)                                |     | - Roches calco-alcalines à alcalines - Sanukitoïdes | - Mélange tectonique océanique,                                                                   | - Ceinture Michipicoten-Mishubishu (Fe, Au, Cu et Ni mineur) - Ceinture Shebandowan-Schreiber belt (Fe, Au VMS, Ni) |
| Soulèvement de Kapuskasing (Kapuskasing Uplift - KU)               |     | - Tonalite, paragneiss et anorthosite | - Intracratonic Uplift                                                                            | / |
| Province Supérieur est                                             |     | |                                                                                                   | |
| Teerrane d'Abitibi (Abiti Terrane - AT)                            |     | - Nord : Roches volcaniques liées à des intrusions stratifiées, - Centre : Roches plutoniques et roches volcaniques mineures - Sud : Jeunes grauwackes, congloméerat et roches alkalines volcaniques                                    | /                                                                                                 | - Nord : gisements massifs de sulfures, gisements filoniens de Cu-Zn, gisements d'or filonien - Centre : gisements de sulfures massifs et gisements d'or filonien - Sud : gisements d'or, gisements de sulfures massifs de Cu-Zn, gisements intrusifs de Ni et porphyre mineur,                       |
| Terrane de Pontiac (Pontiac Terrane - PT)                          |     | - Nord : schistes et paragneiss - Sud : roches volcaniques | - Ceinture de plissement-chevauchement                                                            | - Gisements d'or inclus dans des veines de quartz - Gisements de sulfures de Ni-Cu encaissés dans des sills gabbroïques |
| Sous-province d'Opatica (OcS)                                      |     | - Tonalite, granodiorite, granite et pegmatite, | - Cisaillement vers l'ouest suivi d'un mouvement vers le sud                                      | - Gisements de sulfures massifs volcanogènes (VMS), gisements filoniens de Cu-Au, gisements de Ni-Cu hébergés par des intrusions et formation de fer |
| Sous-province d'Opinaca (OnS)                                      |     | - méta-grauwacke - intrusion massive de leucogranite | /                                                                                                 | - Métaux rares dans les granites et pegmatites peralumineux |
| Complexe d'Ashuanipi (AC)                                          |     | - Tonalite et diorite - Granulite - Intrusion de diatexite, syénite, granodiorite et granite, | /                                                                                                 | / |
| Sous-province de La Grande (LG)                                    |     | - Sous-sol gneissique - komatiites | /                                                                                                 | - Minéralisation porphyrique et ignée |
| Sous-province de Bienville (BS)                                    |     | - Nord : intrusions granitiques et granodioritiques - South: massive granodioritic complex | /                                                                                                 | / |
| Province du Supérieur nord-est                                     |     | - I : tonalite et gneiss tonalitique - II : roches plutoniques à pyroxènes - IV : pluton métasédimentaire et pyroxénique - V : pluton à pyroxène avec peu de tonalite - VI : pluton à pyroxène magnétique - VII : complexe tonalitique, | /                                                                                                 | - Syngénétique : formation de fer de type Algoma, sulfures massifs volcanogènes, gisements de Ni-Cu, gisements de Fe-Ti-V (encaissés dans des intrusions mafiques) et gisements porphyriques à U-Th-Mo - Épigénétique : Cu, Ni, Ag, Au, éléments de terres rares (REE) et gisements limités d'uranium |

## Développement
Les recherches sur la province du Supérieur se sont concentrées dans le passé sur l'histoire géologique de la partie ouest. Le lien entre l'ouest et l'est n'est donc pas bien connu. 

### Province du Supérieur occidentale
La province du Supérieur occidentale est formée de différents terranes qui s'entremêlent de manière continue au cours de la période néoarchéenne,,,. Un tel assemblage successif peut s'expliquer par cinq orogenèses discrètes. De l'événement le plus ancien au plus récent, ce sont, l'orogenèse supérieure nord, l'orogenèse uchienne, l'orogenèse centrale supérieure, l'orogenèse shebandowanienne et l'orogenèse du Minnesotan. Ces événements montrent que la chronologie des accrétions commence par le nord avec une direction d'assemblage vers le sud. 
Pour ces accrétions, le terrane du North Caribou a agi comme noyau d'accrétion sur lesquels d'autres terranes s'agglutinent sur ses côtés nord et sud.

#### Orogenèse supérieure nord (2 720Ma)

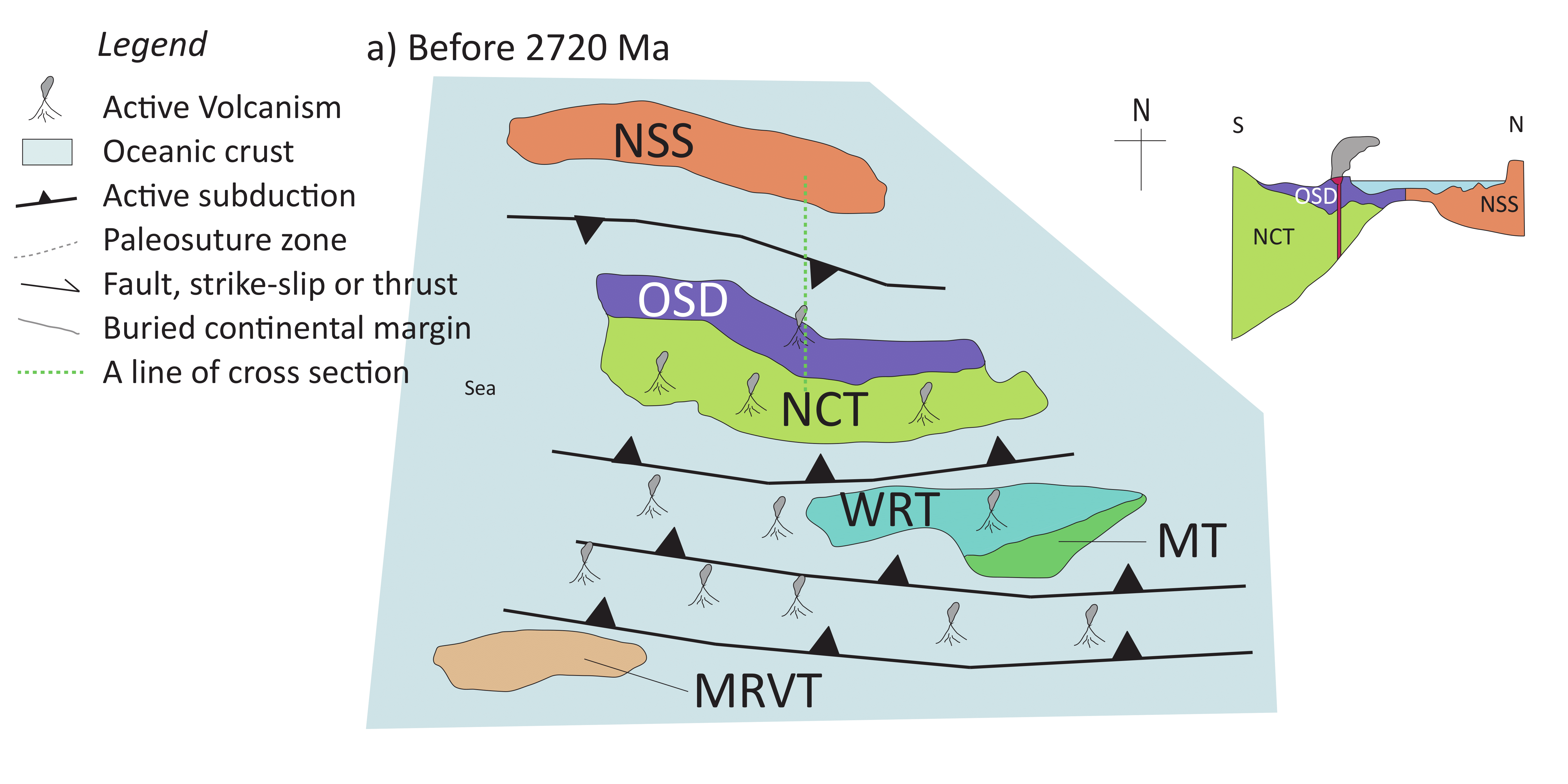
Avant 2720 Ma, il y avait de nombreux morceaux de fragments de microcontinents que des croûtes océaniques en forme de conduits à tendance E-O (d'une étendue inconnue) séparent.

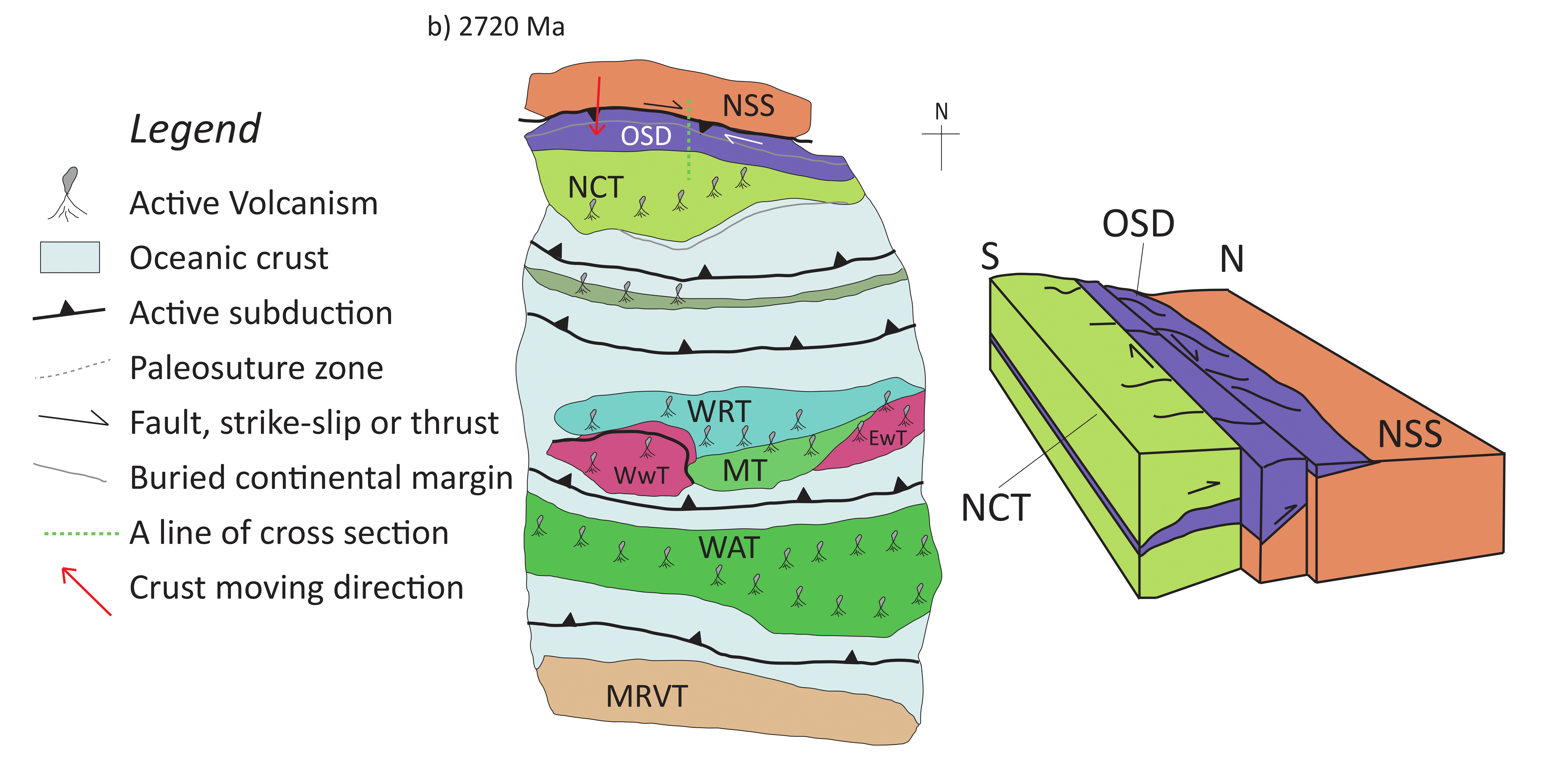
Le Superterrane Nord Supérieur se déplace vers le sud pour accoster sur le North Caribou Terrane,.

Avant 2 720 Ma, il y avait de nombreux fragments de microcontinents que des croûtes océaniques en forme de conduits à tendance E-O (avec une étendue inconnue) séparent.  Au cours de 2 720 Ma, une subduction active le long du Superterrane Nord Supérieur et du Terrane Nord Caribou a provoqué la dérive vers le sud du premier. Au fil du temps, il a uni le Superterrane de Nord Caribou et confiné le domaine d'Oxford-Stull, qui contient des assemblages de roches liés à la marge continentale et à la croûte océanique,. La combinaison du Superterrane du Nord Supérieur et du Superterrane du Nord Caribou par subduction a marqué le début de la formation du Craton du Supérieur. Le mouvement vers le sud du Superterrane du Nord Supérieur vers le Superterrane du Nord Caribou entraîné par l'activité de subduction est mis en lumière par le magmatisme lié à l'arc dans le domaine d'Oxford-Stull de 2 775 à 2 733 Ma et la zone de cisaillement sud-nord au contact entre les deux terranes. La zone de suture de la subduction est supposée être la marge de la faille North Kenyon. L'amarrage du Superterrane supérieur nord est rendu évident par la présence des zircons détritiques âgés de plus 3,5 Ga, trouvés dans des roches sédimentaires synorogéniques (formées lors d'un événement orogénique) âgés de moins de 2,711 Ga.  L'ancrage a également initié un volcanisme dont on retrouve les roches shoshonitiques à 2 710 Ma, et le rétrécissement régional, dû à un plissement et une foliation pour former des zones de cisaillement latérales droites orientées N-O,.

#### Orogenèse uchienne (2 720–2 700Ma)

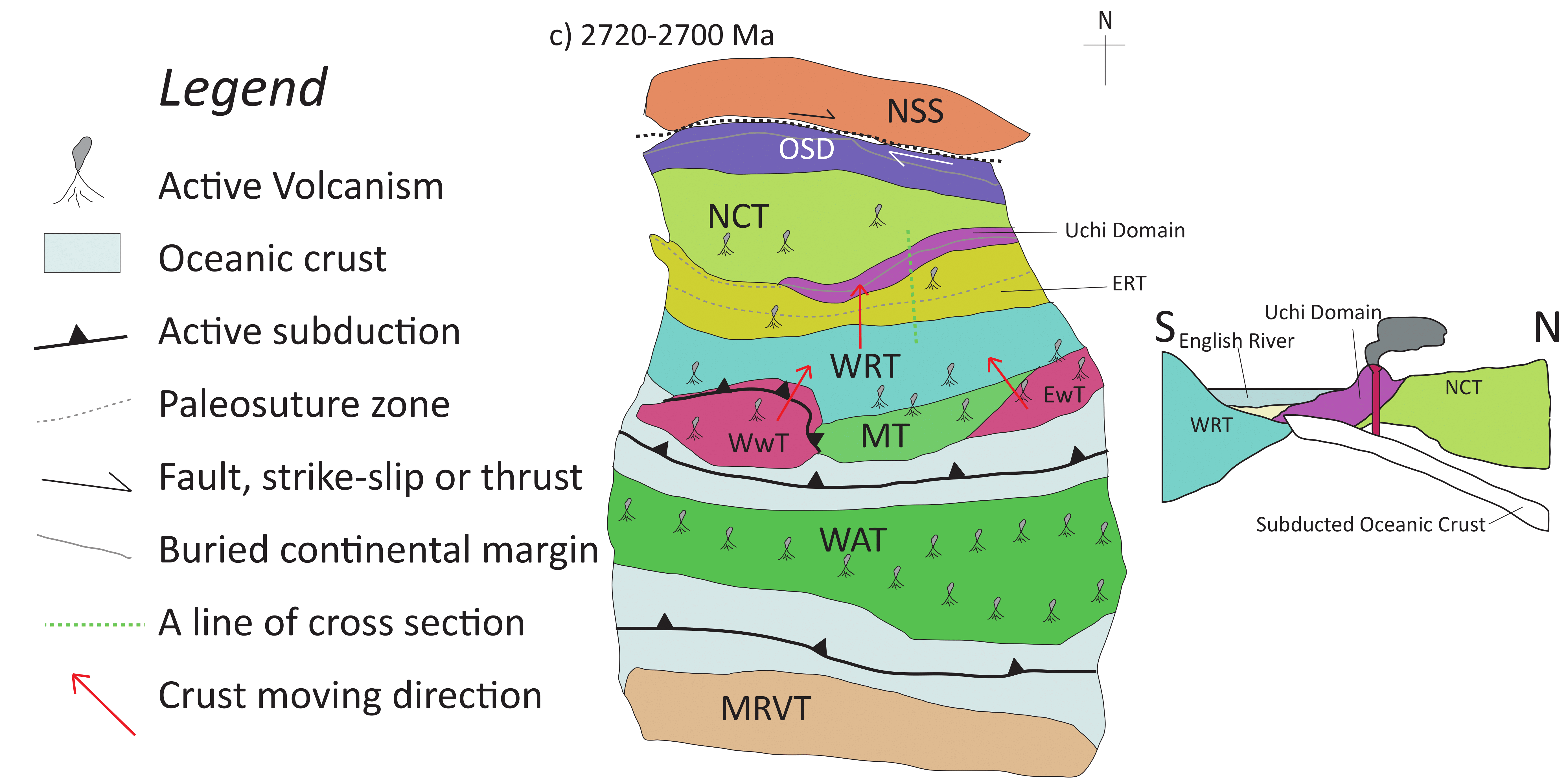
Au cours de cette période, le Winnipeg River Terrane au sud s'est amarré au Terrane Caribou Nord. Les deux terranes se sont ensuite suturés pour former la ceinture de la rivière English, qui n'était pas antérieure à 2705 Ma. De plus, cela marque l'accrétion du plus jeune terrane de Wabigoon Ouest à la marge sud-ouest du terrane de la rivière Winnipeg.

Au cours de l'orogenèse uchienne, le Terrane de Winnipeg River au sud s'est amarré vers le nord au Terrane Caribou nord. Ils se sont ensuite suturés pour former la ceinture de la rivière English, qui n'était pas antérieure à 2 705 Ma. 
Au cours de cette orogenèse, au centre-sud du Superterrane Caribou nord, les roches ont été complètement déformées (de 2 718 à 2 712 Ma). Après la déformation, des plutons sont apparus dans la zone à la suite des mouvements tectoniques et se sont refroidis vers 2 700 Ma. Après le refroidissement du pluton, un enfouissement et une fonte rapides des roches dans la ceinture de la rivière English sont intervenus et le terrane de la rivière Winnipeg, ainsi que le chevauchement du superterrane du Caribou nord sur le bassin de la rivière English en direction sud.  Les activités magmatiques liées à l'arc ont perduré dans d'autres zones de la marge sud du Superterrane Caribou nord vers 2 710 Ma. Ce qui a conduit à la déformation pénétrante dans les marges est (survenue pendant la période de 2 714–2 702 Ma) et ouest (survenue à 2 704 Ma), suivie de failles ductiles-fragiles,.  

#### Orogenèse supérieure centrale (2 700Ma)
L'orogenèse supérieure centrale est importante parce qu'elle implique l'accrétion du plus jeune terrane, l'occidental de Wabigoon à la marge sud-ouest du terrane de la rivière Winnipeg. 
Deux modèles ont été proposés pour expliquer le processus d'accrétion avec une polarité de subduction distincte : Sanborn-Barrie et Skulski (2006) ont suggéré que l'accrétion s'est produite en raison de la subduction vers le nord-est du Terrane Wabigoon de l'ouest sous le Terrane de la rivière Winnipeg River. Ce modèle est étayé par des observations telles que la formation des roches tonalitiques et pyroclastiques entre 2 715 et 2 700 Ma et le style de déformation de l'assemblage des turbidites de Warclub qui procèderait du chevauchement du terrane de la rivière Winnipeg sur le terrane occidental de Wabigoon. 
L'autre modèle avec ses variantes, proposé par Davis et Smith (1991),  Percival et al. (2004a)  et Melnyk et al. (2006),  suggère une direction opposée de subduction (vers le sud-ouest). La thèse est étayée par les textures de roche ductile dans la plaque inférieure du terrane de la rivière Winnipeg et les plis ouverts dans le terrane occidental de Wabigoon, ce qui implique le rôle primordial du terrane occidental de Wabigoon au lieu du terrane de la rivière Winnipeg montré dans le modèle précédent. 

#### Orogenèse shebandowanienne (2 690Ma)

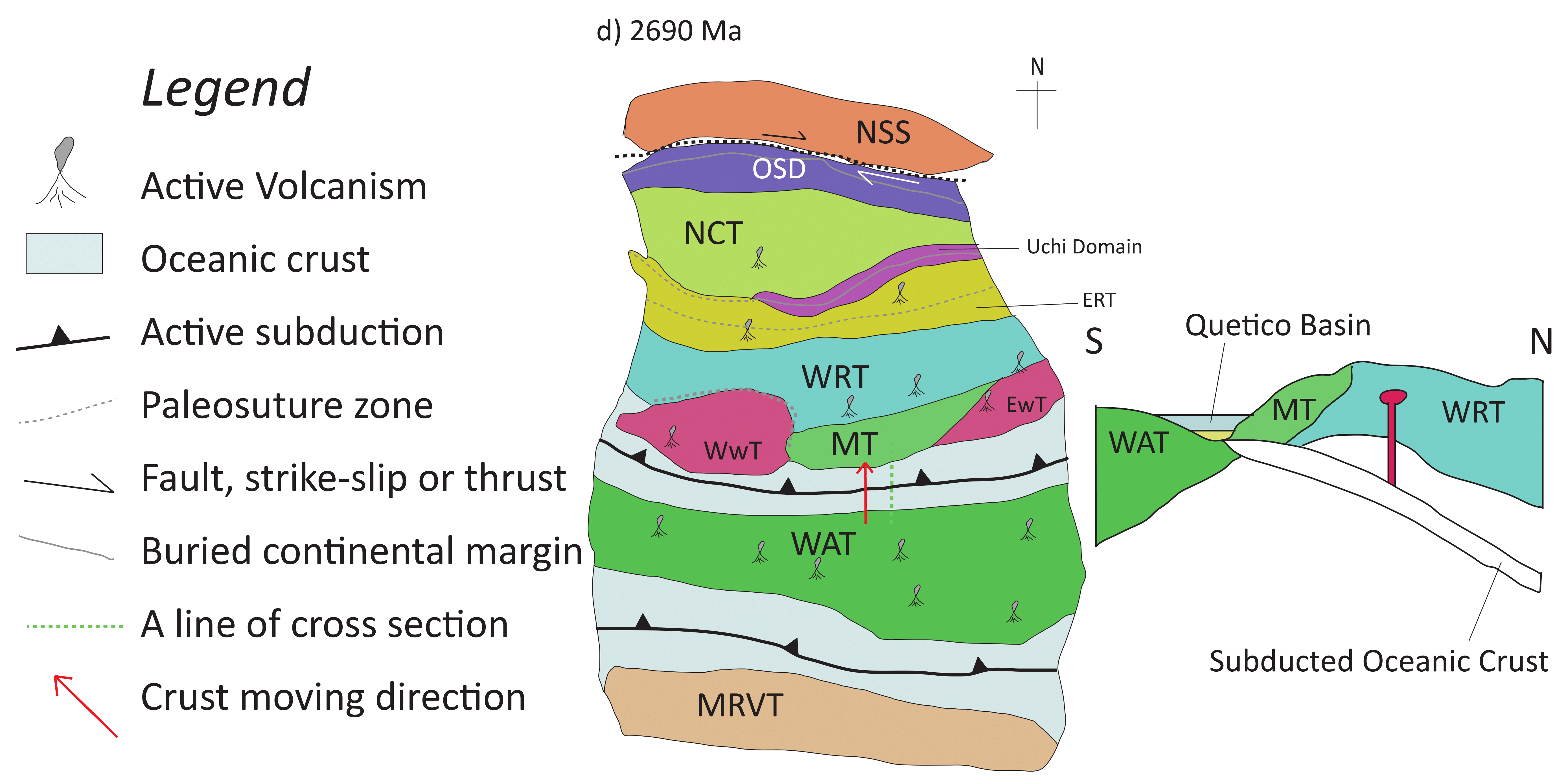
Le terrane de Wawa-Abitibi s'est déplacé vers le nord pour entrer en collision avec le craton en croissance.

L'orogenèse shebandowanienne voit apparaitre l'accrétion du terrane de Wawa-Abitibi au superterrane supérieur composite à la limite sud des terranes de Wabigoon. 
La direction nord de la subduction est révélée par l'arrêt du magmatisme d'arc dans le superterrane de la rivière Winnipeg vers 2 695 Ma. Outre cet arrêt, les plutons sanukitoïdes formés dans la région dans la période de 2 695 à 2 685 Ma (période déduite par la rupture d'une dalle de subduction) attestent également d'une subduction vers le nord. Après celle-ci, les deux terranes ont été soudés sous la ceinture de Quetico. Cela a également piégé les sédiments clastiques dans la ceinture, marquant sa transformation de pli d'accrétion à bassin d'avant-pays.  Dans le terrane nord de Wawa-Abitibi, les chercheurs ont identifié deux événements de déformation survenus au cours de l'orogenèse. Le premier (D1) est la déformation intra-arc accompagnée de magmatisme calco-alcalin à 2 695 Ma. Le second (D2) est la déformation transpressive à la marge entre les terranes de Wawa-Abitibi et les terranes de Wabigoon entre 2 685 et 2 680 Ma. 

#### Orogenèse du Minnesota (2 680Ma)

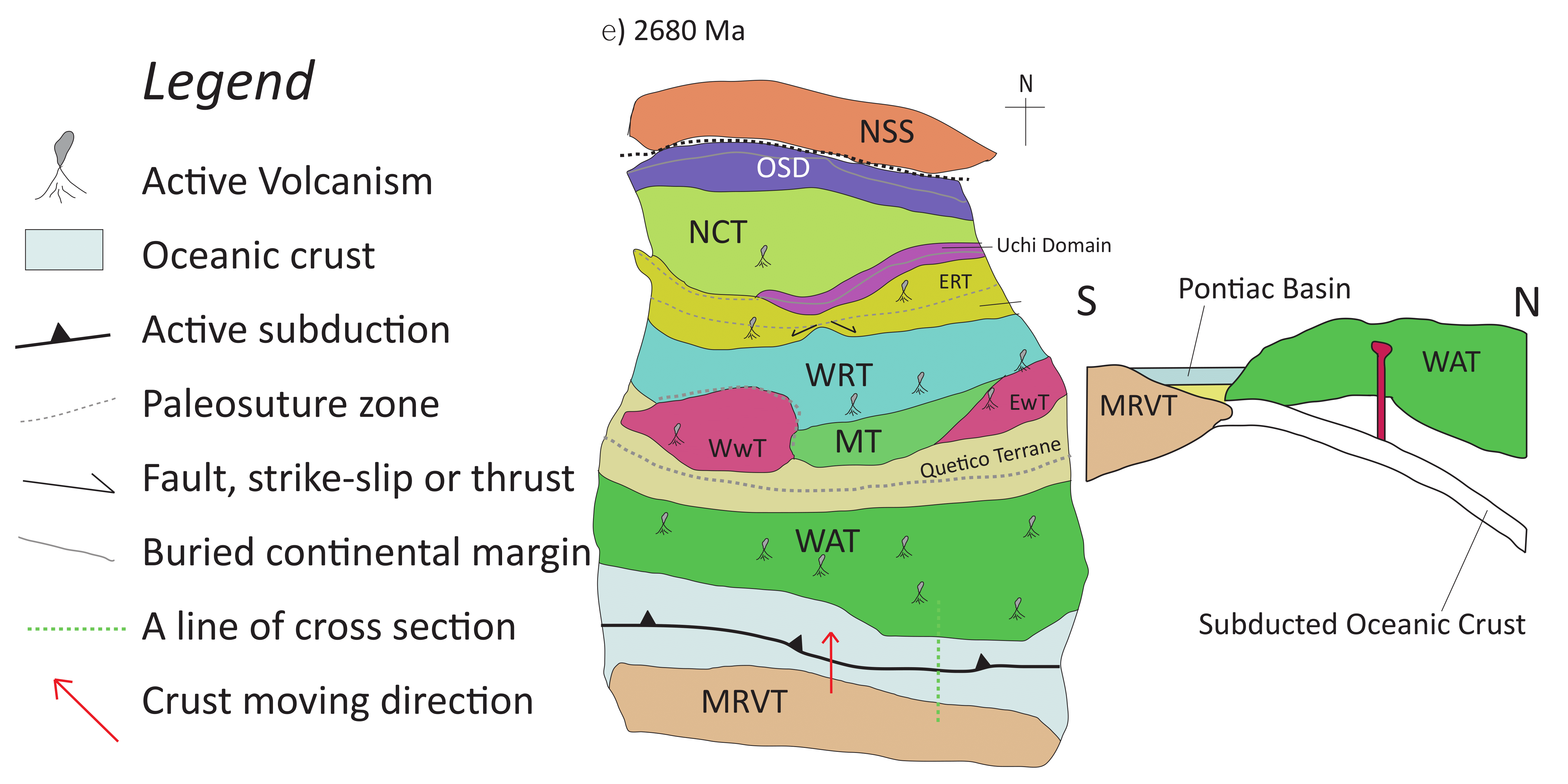
Le terrane de la vallée de la rivière Minnesotan s'est déplacé vers le nord pour entrer en collision avec le craton en cours de formation.

Le dernier événement significatif d'accrétion, l'orogenèse du Minnesota, a vu naitre l'accrétion du terrane océanique de la vallée de la rivière Minnesota et du craton supérieur composite. La subduction entre les deux terranes a poussé le terrane de la vallée de la rivière Minnesota vers le nord jusqu'à rencontrer le gigantesque craton, que les deux terranes ont soudé le long de la zone tectonique des Grands Lacs. 
La direction nord de la subduction a été déduite par le magmatisme granitoïde peralumineux du bord sud du terrane de l'Abitibi, ainsi que par la signature isotopique de la croûte ancienne sous-jacente. 
L'orogenèse du Minnesota explique la plupart des événements de déformation dans les terranes de Wawa-Abitibi et de la vallée de la rivière Minnesota. Auparavant, la science considérait le terrane de la vallée de la rivière Minnesota comme une croûte rigide avec une résistance plus élevée par rapport aux zones plus faibles entre le terrane de la vallée de la rivière Minnesota et le terrane de Wawa-Abitibi, qui se comporte comme une « mâchoire » rigide enserrant une zone faible (moins dense) dans les modèles proposés par Ellis et al. (1998). L'étude des images de réflexion sismique de Percival et al., révèle désormais que le terrane de la Vallée de la rivière Minnesota est situé au début d'une séquence de chevauchement, ce qui démontre qu'il s'agit en fait d'une dalle océanique. 

#### Résumé de la formation de la province du Supérieur occidentale
| Temps          | Événement                     | La description |
| -------------- | ----------------------------- | --- |
| 2 720 Ma       | Northern Superior Orogeny     | Le Superterrane Supérieur du nord se déplace vers le sud pour accoster sur le Terrane Caribou nord, |
| 2 700 Ma       | Orogenèse uchienne            | Le Winnipeg River Terrane s'est amarré vers le nord au North Caribou Terrane. |
| 2 720–2 700 Ma | Orogenèse supérieure centrale | Sanborn-Barrie et Skulski (2006) : le terrane Wabigoon occidental est amarré vers le nord-est au Terrane de la rivière Winnipeg. Davis et Smith (1991), Percival et al. (2004a) et Melnyk et al. (2006) . Le jeune craton s'est déplacé vers le sud-ouest pour fusionner avec le terrane Wabigoon occidental. |
| 2 690 Ma       | Orogenèse shebandowanienne    | Le terrane de Wawa-Abitibi s'est déplacé vers le nord pour entrer en collision avec le craton en croissance |
| 2 680 Ma       | Orogenèse du Minnesota        | Le terrane de la vallée de la rivière Minnesotan s'est déplacé vers le nord pour entrer en collision avec le craton en formation. |

### Orogenèse dans le nord-est de la province du Supérieur
Les corrélations des différents processus de construction du Craton Nord-Est Supérieur restent sophistiquées. Pourtant, il existe deux façons principales d'appréhender les relations entre les événements magmatiques et métamorphiques qui se chevauchent.
La première est établie par Percival et Skulski (2000). Dans leur modèle, le terrane de la Rivière à l'est est entré en collision avec celui de la Baie d'Hudson situé du côté ouest, à 2 700 Ma. Cette collision conduisit au métamorphisme de haute intensité suivi d'un événement de plissement régional. En dehors de cela, le modèle relate la collision avec l'orogenèse uchienne se produisant simultanément au sud et à l'ouest. 
La seconde est étayée par Bédard (2003) et Bédard et al. (2003). Ce modèle se concentre sur le rôle du diapirisme magmatique dans la structure linéaire et le métamorphisme du craton supérieur NE, menant à un magmatisme anorogénique actif lors de l'accrétion du craton supérieur sud.